# Avirostrum ochraceum
Avirostrum ochraceum là một loài bướm đêm trong họ Erebidae.